# Lepidiota albistigma
Lepidiota albistigma är en skalbaggsart som beskrevs av Hermann Burmeister 1855. Lepidiota albistigma ingår i släktet Lepidiota och familjen Melolonthidae. Inga underarter finns listade i Catalogue of Life.